# Серджо Бузо
Серджо Бузо (італ. Sergio Buso, 3 квітня 1950, Падуя — 24 грудня 2011, Таранто) — італійський футболіст, що грав на позиції воротаря. По завершенні ігрової кар'єри — тренер. Мав прізвисько «Бастер Кітон» за схожість з цим американським актором

## Клубна кар'єра
Народився 3 квітня 1950 року в місті Падуя. Вихованець футбольної школи клубу «Падова». Дорослу футбольну кар'єру розпочав 1968 року в основній команді того ж клубу, в якій провів чотири сезони, взявши участь у 70 матчах чемпіонату. Відзначався досить високою надійністю, пропускаючи в іграх чемпіонату в середньому менше одного голу за матч.
Своєю грою за цю команду привернув увагу представників тренерського штабу «Болоньї», до складу якого приєднався 1972 року. З командою брав участь у Кубку володарів кубків і Кубку Мітропи, а також виграв Кубок Італії 1973/74. Загалом відіграв за болонську команду три сезони своєї ігрової кар'єри. За цей час виборов титул володаря Кубка Італії.
Згодом з 1975 року став виступати за «Кальярі», де грав разом з легендарним чемпіоном Європи Луїджі Рівою, втім команда за підсумками першого ж сезону 1975/76 зайняла останнє 16-те місце. Після цього Серджо покинув команду і надалі грав за клуби «Новара», «Таранто», «Терамо» «Піза» та «Мантова».
Завершив професійну ігрову кар'єру у клубі «Луккезе», за який виступав протягом 1985—1988 років, але був запасним воротарем і на поле майже не виходив. Загалом за свою кар'єру він провів в цілому 48 матчів в Серії А і 87 в Серії Б.

## Кар'єра тренера
По завершенні ігрової кар'єри вирішив залишитися в «Луккезе» на посаді помічника тренера. У 1989 році він приєднався до «Таранто», обійнявши посаду молодіжного тренера, а в період з 1990 по 1993 рік працював на цій же посаді в «Модені». 
1993 року розпочав самостійну тренерську команду, очоливши клуб Серії С2 «Тренто», але покинув посаду наприкінці першого ж сезону 1993/94 і надалі повернувся до роботи асистентом, працюючи спочатку у «Фоджі», а потім і у «Болоньї». У 1999 році недовго виконував обов'язки головного тренера «Болоньї»  у Серії  до призначення нового постійного начальника Франческо Гвідоліна.
2000 року став головним тренером «Таранто» з Серії С2, але вже 14 січня 2001 року був звільнений після поразки від «Гели». Надалі знову почат працювати у тренерських штабах, спочатку будучи тренером воротарів у «Венеції», очолюваній Чезаре Пранделлі, а потім працював у штабі Франко Коломби, спочатку у «Наполі», а потім у «Реджині». Крім того у «Наполі»  кілька днів був в.о. головного тренера, поки клуб не призначив на цю посаду Франческо Скольйо.
У 2004 році він був призначений тренером воротарів новачка Серії А «Фіорентина», втім вже через кілька тижнів, після відставки головного тренера Емільяно Мондоніко, зайняв його посаду. Його робота в на чолі «фіалок» виявилася вкрай невдалою і після чотирьох поразок поспіль, коли команда перебувала у глибокій зоні вильоту, рада директорів клубу замінила його на Діно Дзоффа. Потім він спробував проявити себе у клубі Серії Б «Катандзаро», але і тут був звільнений через кілька тижнів через погані результати.
22 липня 2006 року увійшов до тренерського штабу Роберто Донадоні в збірнії Італія, працюючи до червня 2008 року, коли після провального Євро-2008 тренерський штаб було звільнено. Втім Бузо залишився з Донадоні і наступного року працював його помічником у «Наполі».
Влітку 2011 року стало відомо, що Серджо хворий на серйозну форму лейкемії. Його стан погіршився в останній період, і 24 грудня того ж року він помер у віці 61 року в місті Таранто, де народилася його дружина Соня, від якої він мав двох дочок, Сільвію і Джулію. Похорон відбувся 26 грудня в Таранто в церкві Святого Егідія, в районі Трамонтоне, куди прийшли Роберто Донадоні та Ренцо Улів'єрі, а також нинішні та колишні гравці та тренери клубу «Таранто»

## Титули і досягнення
- Володар Кубка Італії (1):

«Болонья»: 1973–74